# Madonna dello Sterpeto

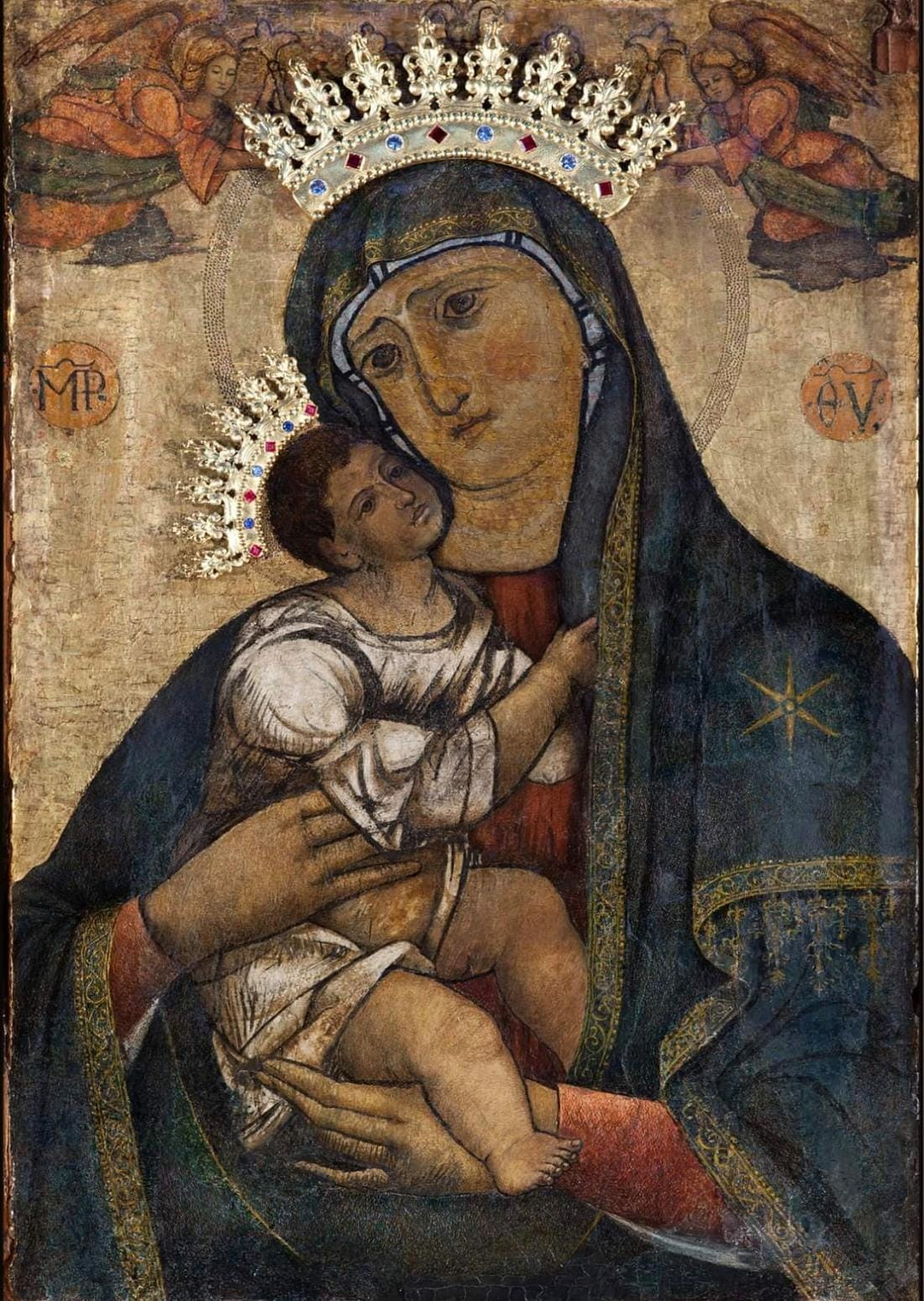
Quadro della Madonna dello Sterpeto, Santuario della Madonna dello Sterpeto, Barletta

Madonna dello Sterpeto è la denominazione con cui la Vergine Maria viene venerata a Barletta. L'icona bizantineggiante della Vergine di origine medioevale, già molto venerata dal popolo fin dal 1657, anno secondo la tradizione del ritrovamento nel casale dello Sterpeto (a 3 km da Barletta), fu proclamata Santa Patrona della città e speciale Protettrice nel 1732.

## Storia
Il culto della Madonna dello Sterpeto è legato alla grande peste del 1656, anno del ritrovamento dell'icona, che ridusse di oltre due terzi la popolazione barlettana. Si ritiene che l'epidemia abbia avuto inizio con l'arrivo a Napoli degli spagnoli e che gli intensi traffici commerciali tra la città partenopea e la Puglia abbiano accelerato l'espandersi della peste. Tra le città più colpite vi fu Barletta. Il governo cittadino, non sapendo come fermare l'epidemia ed evitare le numerose vittime, decise di affidare la città al volere di Gesù Eucaristico, del Santo Legno della Croce, di San Ruggero e della Madonna.
Nel luglio 1656 dei contadini ritrovarono in una cella sotterranea presso un antico monastero diroccato del XIII secolo sito nelle campagne barlettane, un quadro della Madonna perfettamente conservato nonostante le intemperie dei secoli. La scoperta coincise con un improvviso rallentamento della peste, che rimase circoscritta alla zona corrispondente all'attuale Via Romania. La comunità barlettana associò l'evento all'intercessione della Vergine, tant'è che la tradizione ritiene che il nome "Via Romania" derivi non già dallo Stato rumeno, bensì dal termine barlettano "rumanett" (rimase), a memoria dell'evento.
In seguito al miracoloso rallentamento della peste, la Città di Barletta fece voto di compiere una solenne processione eucaristico-penitenziale nel giorno del Venerdì Santo, durante la quale ancora oggi si fa memoria dell'evento con l'apertura della teca contenente il Santissimo Sacramento, che viene venerato e incensato in corrispondenza di Via Romania.
Fu così che, dagli sterpi tra i quali era stato rinvenuto il quadro della Madonna, la protettrice fu chiamata Madonna dello Sterpeto e in seguito fu dichiarata Santa Patrona di Barletta.
L'icona fu solennemente incoronata, a nome del Capitolo Vaticano, dal cardinale Alfredo Ottaviani il 28 maggio 1961.

## Icona

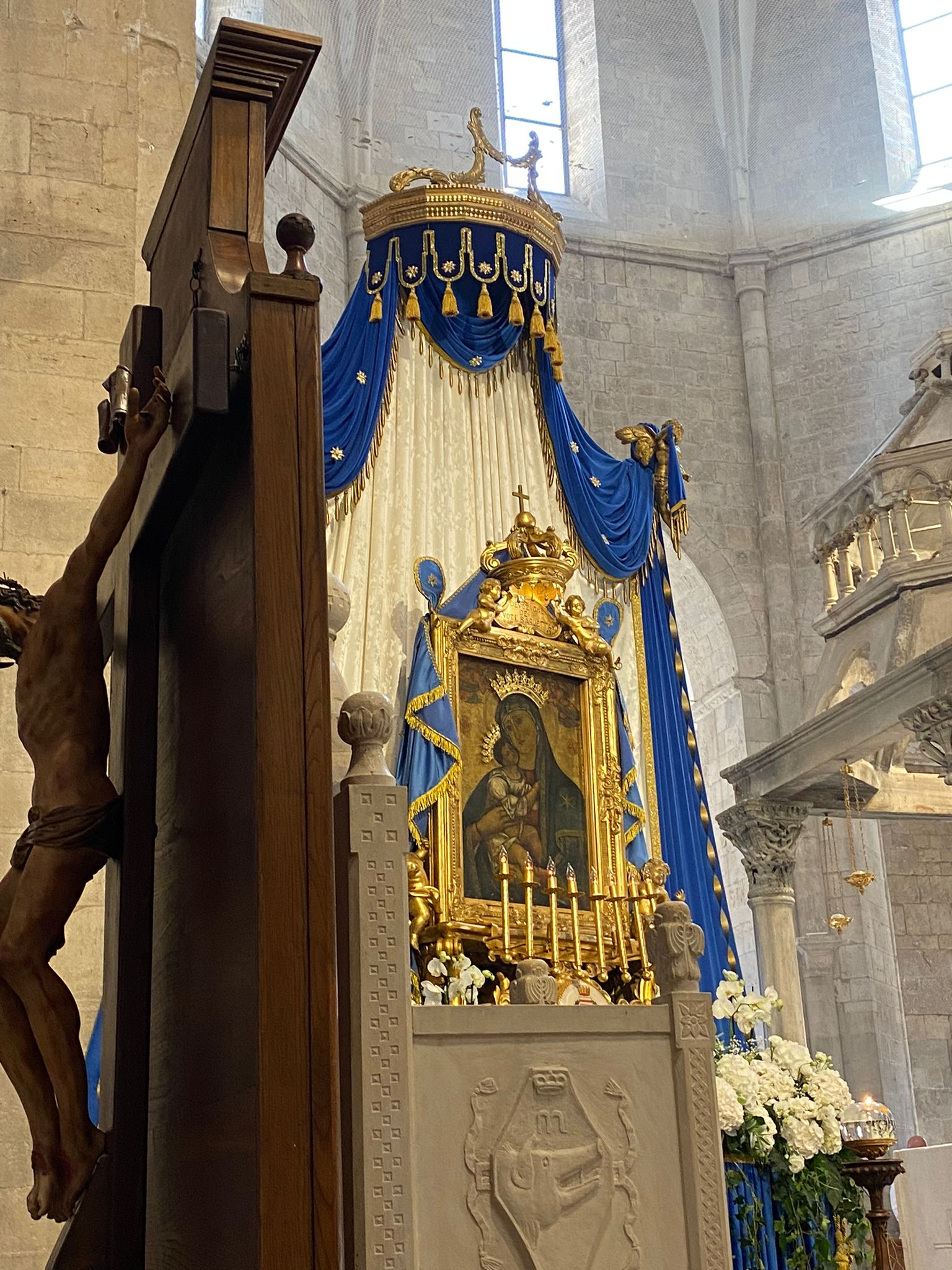
Icona della Madonna dello Sterpeto intronizzata nel duomo di Barletta

Secondo la leggenda l'icona, di origine bizantina, fu trasportata dai monaci basiliani a Barletta nell'VIII secolo, in seguito al periodo iconoclasta che infuriava nell'Impero Bizantino. Più verosimilmente l'icona - certamente non successiva al XIII secolo - è di probabile origine nostrana, di fattura bizantineggiante dipinta secondo i moduli pittorici della Madonna della Tenerezza, propri dell'epoca. Ma ciò non esime dal pensare che l'icona possa essere di origine più antica, specie per il fatto che i primi detentori dell'abbazia dello Sterpeto furono proprio i monaci basiliani.
In tempi più recenti l'icona ha subito un primo restauro nel 1948, giudicato dai più grossolano, specie per ciò che riguarda i contorni della icona.
Un secondo restauro conservativo, guidato dalla Sovrintendenza dei Beni Culturali di Bari, ha riguardato l'icona nel 1979.

## Culto
La celebrazione liturgica della Beata Vergine Maria "dello Sterpeto", Patrona Principale di Barletta, è fissata al giorno 8 maggio ed è celebrata col grado di solennità in tutta la città e memoria in tutta l'arcidiocesi.
Per ciò che concerne il culto esterno, sin dal 1732 il popolo barlettano trasporta per il mese di maggio l'icona della Madonna dello Sterpeto in città. Anche al presente il pellegrinaggio vede la partecipazione di migliaia di fedeli che accorrono nel pomeriggio del 1º maggio al santuario campestre per prelevare la "venerata effigie" che viene recata dai portatori a spalla in una portantina di legno indorato. Alle porte della città l'icona è accolta dall'Arcivescovo, dal Capitolo Cattedrale, dal clero e da alcune confraternite laicali. Quindi celebrati i riti di accoglienza, la processione si dirige verso la Cattedrale, dove l'icona permane per tutto il mese di maggio. 
Nel mese mariano, la Cattedrale diviene un fulcro di fede per l'intera cittadinanza che affolla il tempio dalle prime ore del mattino fino alla tarda serata. Ogni giorno è prevista la celebrazione di sette sante messe disposte lungo l'arco della giornata che diventano otto la domenica. Tutte le 21 parrocchie di Barletta lungo il mese di maggio si recano in solenne pellegrinaggio in Cattedrale per celebrare l'Eucaristia e venerare l'icona della Vergine. L'8 maggio, giorno della festa liturgica, oltre alle consuete celebrazioni quotidiane, l'Arcivescovo, attorniato dai sacerdoti di Barletta, presiede in Cattedrale una solenne concelebrazione eucaristica.
Al mattino del 2 giugno l'icona della Protettrice viene riportata al suo santuario.
La festa patronale della Madonna dello Sterpeto unitamente a quella di S. Ruggiero, vescovo, (anch'egli Patrono Principale dell'arcidiocesi e della città) viene celebrata la seconda domenica di luglio. Per tale circostanza nel pomeriggio del martedì precedente la festa patronale, l'icona della Madonna viene prelevata nuovamente dal santuario e accolta alle porte della città dall'Arciprete e dagli altri canonici della Cattedrale. Quindi la processione si muove verso il monastero di S. Ruggiero dove viene prelevato il simulacro argenteo del Patrono ed entrambe le immagini sono trasportate in Cattedrale. Nei giorni seguenti viene celebrato il triduo di preparazione alla festa. La festa domenicale ha il suo culmine nel Solenne Pontificale del mattino, presieduto dall'Arcivescovo, assistito dal Capitolo Metropolitano di Barletta e dal Clero diocesano e regolare a cui partecipano autorità civili e militari; e nella Solenne Processione serale anch'essa presieduta dall'Arcivescovo con la partecipazione del Capitolo Metropolitano, del clero diocesano e religioso di tutte le arciconfraternite e confraternite della città, dei terz'ordini e delle associazioni e delle autorità civiche, provinciali e militari. Il mercoledì seguente la festa, alle prime ore del mattino, le effigi dei patroni sono riportate ai rispettivi luoghi di culto.
Fino alla prima parte del Novecento la festa patronale era celebrata la seconda domenica di maggio, nel giorno liturgico della festa. In seguito fu trasferita alla prima domenica di giugno. infine in tempi più recenti fu trasportata alla seconda domenica di luglio.

### Canto tradizionale barlettano in onore della Patrona della Città
1 -Lassam a vie vecchie
pgghiam a via nov,
sciam a trué a Maria
andò s trov.
Rit.	Evviva Maria
Maria, sempre evviva
evviva Maria e chi la creò.
2 -Ielz l'occh o ciel
vat na stell:
Maria dello Sterpeto
quenn si bell! Rit.
3 -	Maria dello Sterpeto
quenn si bell
e tu du munn sì
nà Virginell. Rit.
4 -	Maria dà feccia broun
sì chiù chiara della loun,
chiù chiara di li stell:
Oh, Maria, quenn sì bell! Rit.
5 -	Maria dello Sterpeto, cu Figgh tou Gesù,
a tutt i cristian
quent grezi cha fai tou! Rit.
6 -	Lassat i cas vost,
i cas abbandunat,
sciat a truè a Maria dello Sterpeto. Rit.
7 -	Ind a chiss Luch sent
Maria ié appers
e chiù glorios a noi
cha nen potess iess. Rit.
8 -	Sop nu bell iervr
stè nu bell ram
e cudd ié Maria
cha chiam tutt li cristian. Rit.
9 -	E quanta ggend stav
e quenn n'avenz:
parav cha ng foss na concorrenz. Rit.
10 -	Maria dello Sterpeto
tu sì la Protettreic,
cu l'uggh d chessa lemb ng a bndeic. Rit.
11 -	Vneit tutt quent
ceic, mout e struppiat
cha v guarisc Maria delo Sterpeto. Rit.
12 -	Marei, Memma mai,
t'apprsent l'elma mai,
t l'apprsent a tai
o Maria, preigh p mai. Rit.
13 -	Maria dello Sterpeto
t veng a ringrazié
cha ng a dat la salout d vnirt a vsté. Rit.
14 -	Stett bon, Madonna mai,
cré matein ng vdeim,
c nen ngì vdeim cha
ngì vdeim all'Eternità. Rit.

## Civitas Mariae
L'8 maggio 2009, su istanza del sindaco di Barletta e del Consiglio Comunale, l'arcivescovo, sentito il parere del Capitolo Cattedrale di Barletta, ha dichiarato Barletta "Civitas Mariae" ovvero città di Maria.